# Shelley (Suffolk)
Shelley is een civil parish in het bestuurlijke gebied Babergh, in het Engelse graafschap Suffolk. In 2001 telde het civil parish 66 inwoners. Shelley komt in het Domesday Book (1086) voor als 'Mellinga'. Het heeft een kerk. De civil parish telt 18 monumentale panden.